# Howard (Wisconsin)
Pour les articles homonymes, voir Howard.
Seymour est un village situé dans les comtés de Outagamie et Brown, dans l’État du Wisconsin, aux États-Unis. Sa population s'élevait à 17 399 habitants lors du recensement de 2010. Le village se situe en partie au sein de la réserve indienne d'Oneida